# مير صادق
مير صادق كان رجلًا من رجال الحاشية وشغل منصب وزير في مجلس وزراء السلطان تيبو الميسوري، وهو مشهور بخيانته السلطان تيبو لصالح البريطانيين.

## الحرب الأنجلو ميسورية الرابعة
في الحرب الأنجلو ميسورية الرابعة في عامي 1798 و1799، خان مير صادق السلطان تيبو أثناء حصار سريرانجاباتانا [الإنجليزية]، مما مهد الطريق لانتصار بريطاني. أثناء الحصار، وعلى الرغم من أن القوات الإنجليزية الغازية كانت تتضور جوعًا، سحب صادق قواته، مما سمح للبريطانيين ببدء هجومهم على الحصن. خان مير صادق تيبو، حيث قتل غازي خان الموالي لتيبو، ثم رتب لاحقًا لاحتجاز تيبو خلف الأبواب المغلقة. قُتل صادق على يد بعض القوات الميسورية المذعورة فورًا بعد الهزيمة أثناء محاولته الذهاب للترحيب بالبريطانيين.

## الموت والإرث
بعد وفاته، شُوه جثمان صادق واستُخرج ودُنس لمدة تزيد عن أسبوعين من عامة الناس الغاضبين، بما في ذلك النساء والأطفال، الذين شعروا بالفزع بسبب خيانته لتيبو سلطان، وسقوط منطقتهم لصالح الإنجليز[بحاجة لمصدر] مما أجبر الإدارة على فرض "تدابير صارمة". وحتى يومنا هذا، لا يزال السياح يرشقون المكان الذي قُتل فيه مير صادق بالحجارة.
كان ضريح مير صادق، الذي يقع أيضًا في سريرانجاباتنا، يتعرض بانتظام للهجوم بالأحذية التي يرميها الزوار على مر السنين. وهو في الوقت الحاضر في حالة سيئة للغاية، ونادرًا ما يُزار، وقد تم التعدي على أراضيه.
كان محمد إقبال، الشاعر البارز في شبه القارة الهندية، قد أدان مير جعفر ومير صادق على النحو التالي:
جافر از بنگال، و صادق از دکن
ننگِ آدم، ننگِ دین، ننگِ وطن

الترجمة:
جعفر البنغالي وصادق الدكني: وصمتا عار على الإنسانية والدين والوطن.

## طالع أيضًا
- مير جعفر